# Rachel Stevens
Rachel Lauren Stevens (nascida em Londres, 9 de abril de 1978) é uma cantora, personalidade de televisão, atriz e empresária inglesa. Foi membro do grupo pop S Club 7 entre 1999 e 2003 e lançou seu primeiro álbum solo de estúdio Funky Dory em setembro de 2003. O álbum alcançou o número nove na parada de álbuns do Reino Unido e a British Phonographic Industry (BPI) a premiou com uma certificação de ouro em outubro de 2003. Dois singles, " Sweet Dreams My LA Ex " e " Funky Dory ", foram inicialmente lançados do álbum: "Sweet Dreams My LA Ex" alcançou o número dois no Reino Unido e recebeu uma certificação de prata de o BPI.

## Biografia

### 1999–2003: S Club 7
O grupo chegou à fama estrelando sua própria série de televisão da BBC , Miami 7 , em 1999. Ao longo dos cinco anos em que estiveram juntos, S Club 7 teve quatro singles número 1 do Reino Unido, um álbum número 1 do Reino Unido, uma série de sucessos em toda a Europa, incluindo um single entre os dez primeiros nos Estados Unidos, Ásia, América Latina e África. Eles gravaram um total de quatro álbuns de estúdio, lançaram onze singles e venderam mais de quatorze milhões de álbuns em todo o mundo. Seu primeiro álbum, S Club , teve um forte som pop dos anos 1990, semelhante a muitos artistas de sua época. No entanto, ao longo de sua carreira, sua abordagem musical mudou para um som mais dançante e R&B que é ouvido principalmente em seu álbum final, Seeing Double .
O conceito e a marca do grupo foram criados por Simon Fuller, também seu empresário através da 19 Entertainment; eles assinaram com a Polydor Records . Sua série de televisão passou a durar quatro séries, vendo o grupo viajar pelos Estados Unidos e, eventualmente, terminar em Barcelona , Espanha. Tornou-se popular em 100 países diferentes, onde o show foi assistido por mais de 90 milhões de espectadores. O show, que era uma comédia infantil , muitas vezes espelhava eventos da vida real que ocorreram no S Club, incluindo o relacionamento de Hannah Spearritt e Paul Cattermole, bem como a eventual saída do grupo deste último. Além da popularidade de sua série de televisão, o S Club 7 ganhou dois Brit Awards – em 2000 por ato de revelação britânico e em 2002, por melhor single britânico. Em 2001, o grupo conquistou o Record do ano . O penúltimo single do S Club alcançou o quinto lugar nas paradas do Reino Unido e seu último álbum de estúdio não conseguiu chegar ao top dez. No entanto, em 21 de abril de 2003, durante uma apresentação ao vivo no palco, o S Club anunciou que iria se separar.

### 2003–2004: Funky Dory
Em 2003, após a dissolução do S Club, Rachel assinou um contrato solo de quatro álbuns de £ 1,5 milhão com a Polydor Records e assinou novamente com Fuller. Ela disse que sair sozinha após o sucesso com o S Club foi difícil: "Acho que nós [S Club] acabamos nos conformando com a percepção das pessoas. Um era o dançarino e sair disso e ser uma pessoa inteira foi um verdadeiro desafio para mim. Eu não tinha minha opinião, realmente, no grupo. Nenhum de nós tinha". Seu primeiro single solo, escrito por Cathy Dennis e produzido por Bloodshy & Avant , " Sweet Dreams My LA Ex ", foi lançado em setembro de 2003.e música pop de estilo adulto, o primeiro álbum solo de Stevens, Funky Dory , foi lançado no final daquele mês. O álbum foi um sucesso, alcançando o número 9 na parada de álbuns do Reino Unido e foi certificado ouro. O álbum também ganhou elogios dos críticos pop; Jamie Gill, em uma revisão para o Yahoo! Launch , disse que Stevens "evita a abordagem barata e alegre de sua antiga banda por uma confiança adulta furtiva e ecletismo musical". Naquele dezembro, a faixa-título do álbum " Funky Dory ", apresentando uma amostra da música de David Bowie "Andy Warhol" de seu álbum Hunky Dory, foi lançado como seu segundo single e não conseguiu igualar o sucesso de "Sweet Dreams My LA Ex", chegando ao número vinte e quatro.
MusicOMH chamou de "musicalmente melhor do que "Sweet Dreams My LA Ex" com um híbrido de pop, latim e até mesmo uma pitada de infusão de jazz", mas não uma boa escolha como single, pois faltava algo especial e diferente. Em julho de 2004, Stevens lançou o single de caridade da BBC Sport Relief , " Some Girls " , que foi produzido por Richard X. Tornou-se um sucesso em toda a Europa e alcançou o número dois no Reino Unido. HMV .co.uk chamou a música de "melhor música até hoje" de Stevens, e o Yahoo! Lançamento comentou que "ela veio para salvar sua carreira. Ela acabou salvando o pop".Matalan supostamente vale £ 1 milhão e teve seu hit "More More More" como a música-título da campanha publicitária de Matalan. Após o sucesso de "Some Girls", Funky Dory foi relançado para incluir "Some Girls" e outra nova faixa, um cover de " More More More " de Andrea True Connection . "More More More" foi lançado como single e alcançou o número 3 no Reino Unido, dando a Stevens seu terceiro single solo entre os dez primeiros no Reino Unido. Neste ponto, Stevens e sua gestão intensificaram a promoção, ganhando-lhe um Guinness World Record para "A maioria das aparições públicas de uma estrela pop em 24 horas em diferentes cidades" (sete em 8-9 de setembro de 2004). Em 2004, Stevens apareceu no filme de comédia Suzie Gold.

### 2005–2012: Come and Get It e outros projetos
Em março de 2005, Stevens lançou seu novo single, "Negotiate with Love", que foi um hit top dez no Reino Unido. "So Good" foi lançado em julho de 2005 e também alcançou o número 10, sendo aclamado como "produzido com gosto e entregue atrevidamente". Em meados de 2005, o Channel 4 transmitiu um documentário que seguiu Stevens durante o verão enquanto ela promovia "So Good". Seu segundo álbum, Come and Get It , produzido por Richard X e Xenomania , foi lançado em outubro de 2005 e alcançou o número 28 no Reino Unido. O álbum foi incluído no The Guardianliste "1.000 álbuns que você deve ouvir antes de morrer". O terceiro e último single foi " I Said Never Again (But Here We Are) ", que alcançou o número 12 no Reino Unido e foi elogiado pelo HMV.co.uk por seu "desempenho vocal surpreendentemente impecável" e como "o single mais comercialmente acessível e peculiar de Stevens desde "Some Girls"". Em 2005 Stevens também estrelou os filmes de comédia Deuce Bigalow: European Gigolo e Spider-Plant Man . Em dezembro de 2005, ela excursionou no Reino Unido com o Come and Get It Tour. O álbum que deu início à carreira solo de Rachel foi lançado em 2003, logo após o final do S Club. O primeiro single, intitulado de "Sweet Dreams (My LA ex)" foi escrito por Cathy Dennis (que também já fez músicas para Britney Spears), e produzido por Bloodshy & Avant. Foi lançado em Setembro de 2003, e foi um hit na carreira de Rachel. Nas paradas britânicas, atingiu o segundo lugar, perdendo somente para "Where Is the Love?" do Black Eyed Peas.
Em dezembro, a faixa-título do álbum, "Funky Dory", foi lançada como segundo single, mas não atingiu o mesmo êxito do single antecessor. O pico nas paradas britânicas foi o 26º lugar, e rapidamente desapareceu delas. Para salvar a carreira de Rachel, em Julho de 2004 foi lançado o single "Some Girls", produzido por Richard X.
Funky Dory foi re-lançado, e contava com duas faixas novas, o single "Some Girls", e uma regravação de Andrea True Connection, "More More More", um hit dos anos 70. Na mesma época Rachel entrou também para o Guinness World Records, como artista com maior número de apresentações em 24 horas.
"More More More" atingiu ótimas posições nas paradas, mas não teve uma boa aceitação dos criticos, que caracterizavam o single como um "cover inexpressivo".

### Come & Get It
No final de 2004, Rachel começou a trabalhar no seu segundo álbum com os produtores e compositores Richard X, Alexis Strum e Xenomania. Em março foi lançado "Negotiate With love", que não atingiu tanta repercussão em UK, com o pico no Top 10 de 10.ª posição.
"So Good" foi a música lançada em Julho, outro sucesso de Rachel no Reino Unido, atingindo assim como a antecedente "Negotiate With Love", o Top 10 das paradas.
Em outubro de 2005 foi lançado Come & Get It, que foi um fracasso nas vendas. Mesmo o CD recebendo ótimas críticas, vendeu somente 18 mil cópias no Reino Unido nos primeiros 3 meses, e o pico do álbum nos charts foi o 28º lugar.
O último trabalho lançado por Rachel Stevens do "Come and Get It" foi "I Said Never Again", que de acordo com o site HMV.co.uk, foi a melhor música de Stevens lançada em sua carreira.

## Discografia

### Álbuns
- 2003 - Funky Dory
- 2005 - Come and Get It

## Filmografia

### Televisão
| Ano  | Título                         | Personagem         | Notas               |
| ---- | ------------------------------ | ------------------ | ------------------- |
| 1999 | Miami 7                        | Rachel             | Seriado             |
| 2000 | S Club 7: Artistic Differences | Rachel             | Seriado             |
| 2000 | L.A. 7                         | Rachel             | Seriado             |
| 2001 | Hollywood 7                    | Rachel             | Seriado             |
| 2002 | Viva S Club                    | Rachel             | Seriado             |
| 2005 | Spider-Plant Man               | Jane-Mary          | Seriado             |
| 2008 | Glendogie Bogey                | Patricia Ravelston | Voz                 |
| 2008 | Strictly Come Dancing          | Participante       | Competição de Dança |

### Filmes
| Ano  | Filme                           | Personagem               | Notas                |
| ---- | ------------------------------- | ------------------------ | -------------------- |
| 1999 | The Greatest Store in the World | Rachel                   | Filme para televisão |
| 1999 | Back to the '50s                | Rachel                   | Filme para televisão |
| 1999 | Boyfriends & Birthdays          | Rachel                   | Filme para televisão |
| 2000 | Artistic Differences            | Rachel                   | Filme para televisão |
| 2000 | Christmas Special               | Rachel                   | Filme para televisão |
| 1999 | Boyfriends & Birthdays          | Rachel                   | Filme para televisão |
| 2003 | S Club Seeing Double            | Rachel                   | Cinema               |
| 2004 | Suzie Gold                      | Popstar                  | Cinema               |
| 2005 | Deuce Bigalow: European Gigolo  | Louisa "A Garota Errada" | Cinema               |